# Диане Крюгер
Диане Крюгер (Даян Крюгер) (на немски: Diane Kruger) е немска актриса и бивш модел. Пробива в голямото кино с ролята си на Елена в епоса Троя през 2004.

## Биография
Ражда се като Диане Хайдкрюгер на 15 юли 1976 в семейството на банков чиновник и компютърен специалист. Има по-малък брат – Щефан. От малка успешно се занимава с балет и даже е приета в елитното балетно училище Royal Ballet School. Контузия обаче рано прекратява балетната и кариера. Когато е на 13 години, родителите ѝ се развеждат и тя е отгледана от майка си. Оттогава не поддържа връзка с баща си, чиито проблеми с алкохола са причина за развода.
След травма загубва възможността да се занимава професионално с балет и се мести в Париж, където работи като фотомодел. Паралелно започва и да се снима в епизодични роли във френски филми. Дебюта си на голям екран прави през 2002 г., когато се снима с Денис Хопър и Кристоф Ламбер в The Piano Player. Големият пробив обаче идва през 2004 г. с участието в хита Троя, където играе Хубавата Елена. Същата година се снима в друг голям филм – Съкровището, където си партнира в главната роля с Никълъс Кейдж. През 2007 г. участва в продължението Съкровището: Книгата на тайните и е водеща на церемонията по откриването и закриването на Филмовия фестивал в Кан.
През 2009 г. се снима във филма на Куентин Тарантино Гадни копилета, за което е номинирана за Най-добра поддържаща женска роля за Screen Actors Guild Award. През 2010 г. участва в Без име, където си партнира с Лиъм Нийсън.

## Личен живот
На 1 септември 2001 г. се омъжва за френския актьор и режисьор Гийом Кане. Развеждат се през 2006 г. Оттогава има връзка с канадския актьор Джошуа Джаксън. Освен родния немски, говори перфектно френски и английски. Приятелка е с дизайнера Карл Лагерфелд. Според последни данни тя има връзка с актьора Норман Рийдъс.

## Избрана филмография
- (2002) Пианистът (Мишената)
- (2003) Мишел Ваян
- (2004) Троя
- (2004) Съкровището
- (2006) Бригадите на Тигъра
- (2006) Партитурите на Бетовен
- (2007) Съкровището: Книгата на тайните
- (2007) Дни на невежество
- (2008) Всичко за нея
- (2009) Гадни копилета
- (2009) Господин Никой
- (2011) Без име
- (2012) Рок завинаги
- (2016) Инфилтраторът